# Gelredome
Le Gelredome est le stade du club de football néerlandais Vitesse Arnhem situé à Arnhem. Il fut construit en 1998, doté d'un toit rétractable qui permet de jouer ou d'accueillir des concerts y compris par mauvais temps, et ce malgré la capacité modeste du stade : 29 600 spectateurs. Le système de contrôle de climatisation et d'aération de l'air à l'intérieur du stade est basé sur les dernières avancées technologiques en respect avec l'environnement. Le stade avait été choisi lors du Championnat d'Europe des Nations de 2000.
Le parking a une capacité de 4 000 places, et le stade est desservi par un réseau rapide de bus. À l'intérieur du stade, il est possible grâce à des allées larges de se promener et de croiser le chemin de nombreux commerçants de boissons, snacks ou articles divers.

## Événements
- Championnat d'Europe de football 2000
- Championnat d'Europe de football espoirs 2007
- Championnat du monde féminin de volley-ball 2022

Le stade a déjà accueilli de nombreux concerts dont :
| - Tina Turner - U2 - Rammstein - Coldplay | - Britney Spears - Radiohead - Justin Timberlake - Madonna (les 8 et 9 septembre 2004, lors de son Re-Invention Tour) | - Paul McCartney - Metallica - Spice Girls - Backstreet Boys | - Qlimax - Lady Gaga - Supertramp - Tiësto | - Anouk - Hardbass - Iron Maiden - Doe Maar - Transmission |

## Galerie

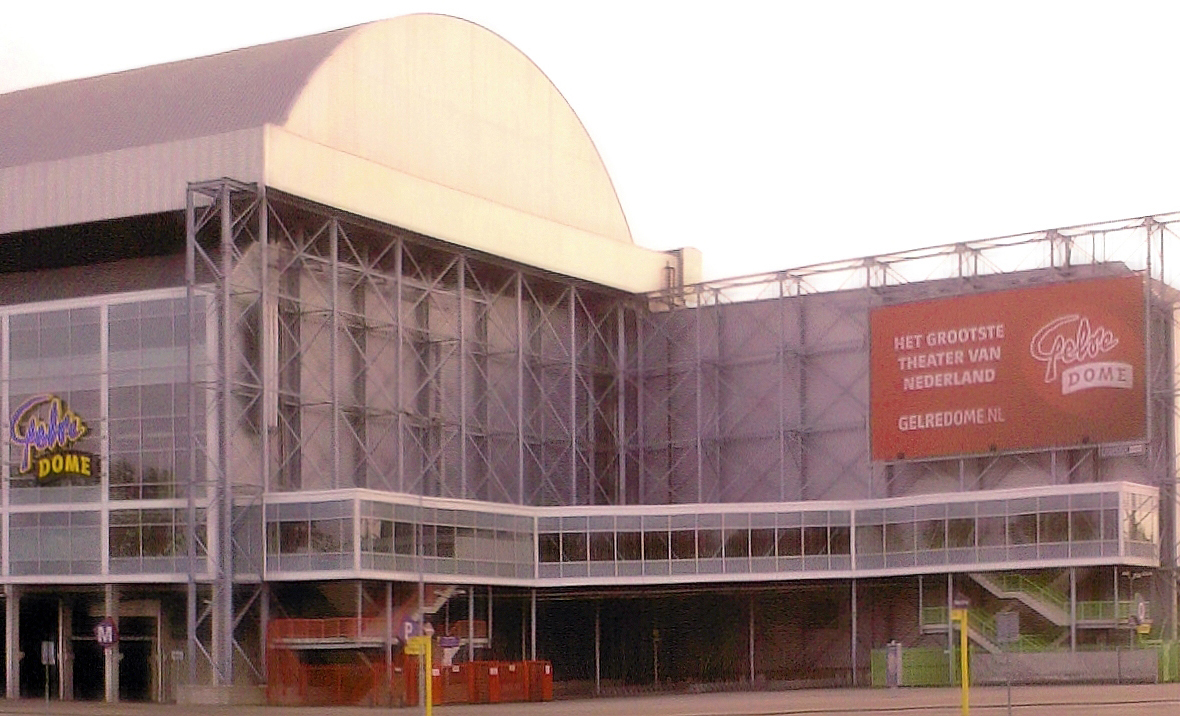
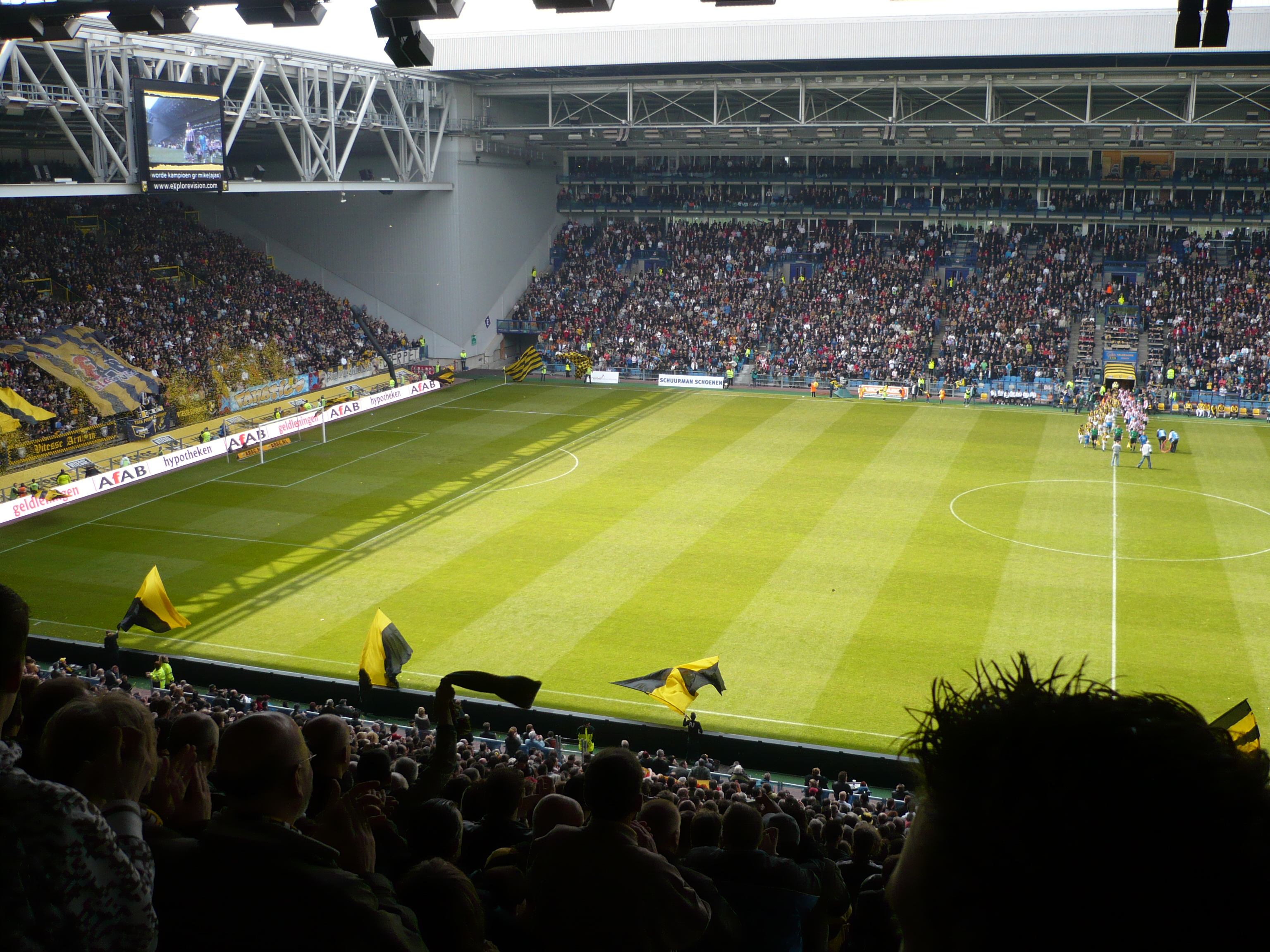

### Matchs duChampionnat d'Europe 2000accueillis
| Date         | Équipe 1 | Équipe 2 | Résultat | Buteurs                                      | Tour     |
| ------------ | -------- | -------- | -------- | -------------------------------------------- | -------- |
| 11 juin 2000 | Turquie  | Italie   | 1 - 2    | Okan Buruk 46e, Conte 52e, Inzaghi 70e (pen) | 1er tour |
| 17 juin 2000 | Roumanie | Portugal | 0 - 1    | Costinha 90e                                 | 1er tour |
| 21 juin 2000 | Slovénie | Norvège  | 0 - 0    |                                              | 1er tour |